# Здание городского общественного банка (Саратов)
Здание городского общественного банка Саратова — достопримечательность Саратова. Находится на Театральной площади в Волжском районе города. Известно также как Дворец пионеров Саратова.

## История
Городской общественный банк Саратова был открыт в 1864 г. и в течение полувека он не имел своего помещения. Только в XX в. было решено возвести для банка отдельное здание. В 1910 г. для застройки был приобретён участок по адресу Театральная улица, 13, на котором располагался дом Мокшанцева. Был объявлен конкурс на проект здания, на который свои работы представили такие известные архитекторы, как В. А. Люкшин, А. М. Салько, П. М. Зыбин и др. В итоге победителем стал П. М. Зыбин, который и получил первую премию.
Строительные работы начались в 1911 г., были возведены стены здания, а в 1912 г. уже начались отделочные работы. Лепные и скульптурные работы внутри здания выполнили художники Казанцев и Поздников. Осенью 1913 г. работы были завершены. Уже в октябре того же года городской общественный банк начал совершать операции в новом здании. Клиентами банка являлись саратовские купцы и промышленники, получая в нём краткосрочные кредиты и долгосрочные ссуды под залог городской недвижимости. Банк также сопровождал биржевые и торговые сделки.
После Октябрьской Революции 1917 г. в здании банка некоторое время размещался финансово-экономический институт. В 1938 г. помещения здания начали переделывать под Дворец пионеров и школьников, который открылся 8 октября 1940 г. Здесь разместились 50 кружков, проводились различные олимпиады, выставки, слёты. С началом Великой Отечественной войны здание было передано эвакогоспиталю № 3932.
По окончании войны здание в 1946 г. прошло капитальный ремонт и снова было передано Дворцу пионеров. В конце 1990-х гг. Дворец пионеров был переименован в Дворец творчества юных, а в 2000-х гг. — Дворец творчества детей и молодёжи имени Табакова О.П., который располагается в здании бывшего городского общественного банка и поныне. Перед фасадом здания через дорогу установлен Памятник Табакову О.П.

## Описание
Фасад здания выполнен подчёркнуто строгим, фронтальным и симметричным. В центре фасада расположена портальная лоджия двумя колоннами большого ордера, за которой находится глубокая ниша фронтона. В боковых пилонах установлены колонны меньшего размера. В нишах фасада располагались ныне утраченные одиночные скульптуры и многофигурная композиция работы скульптора В. Фёдорова. Общий дизайн здания имеет некоторые элементы раннего модерна.

## Фотографии

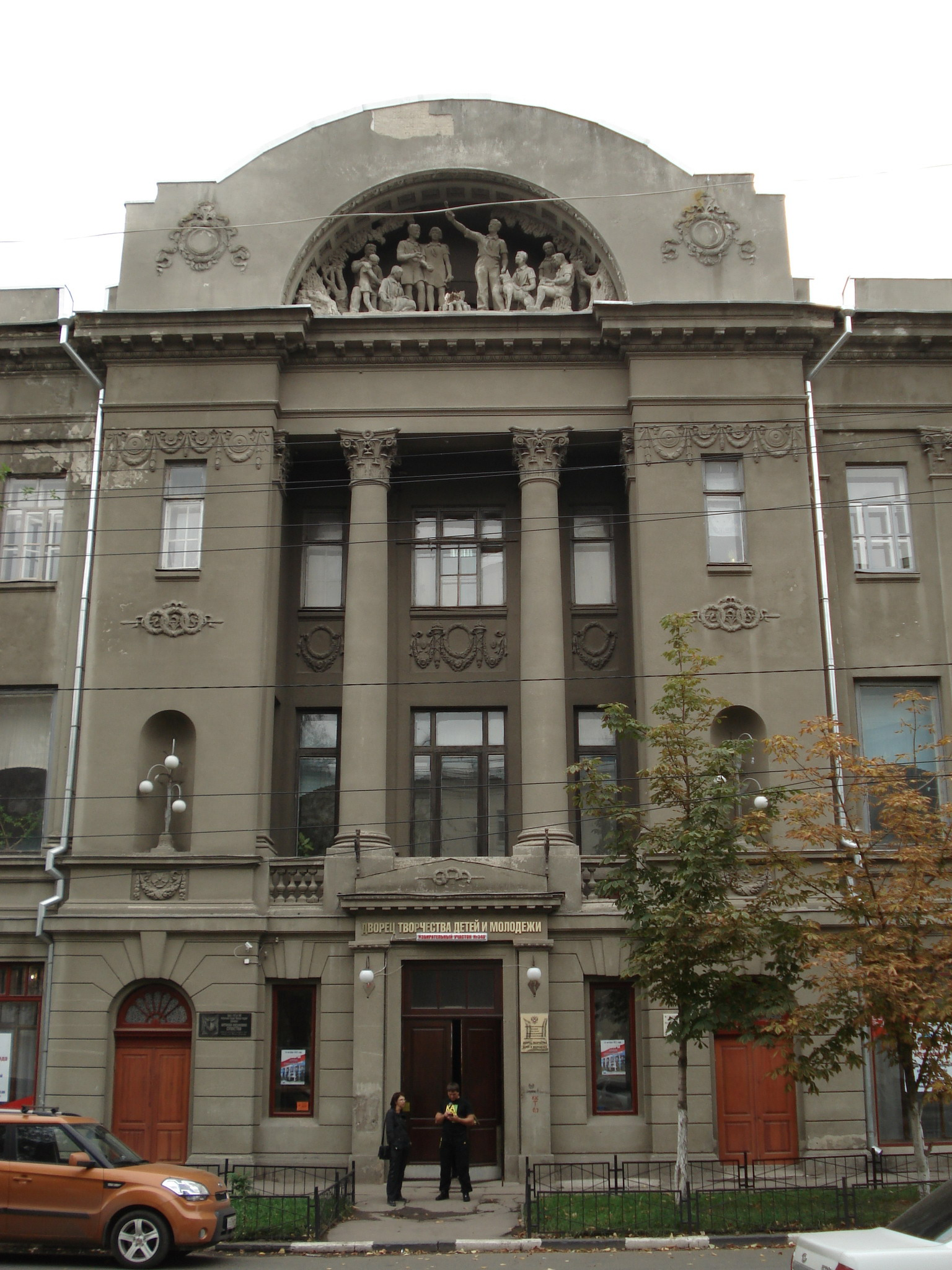
Центральная часть фасада
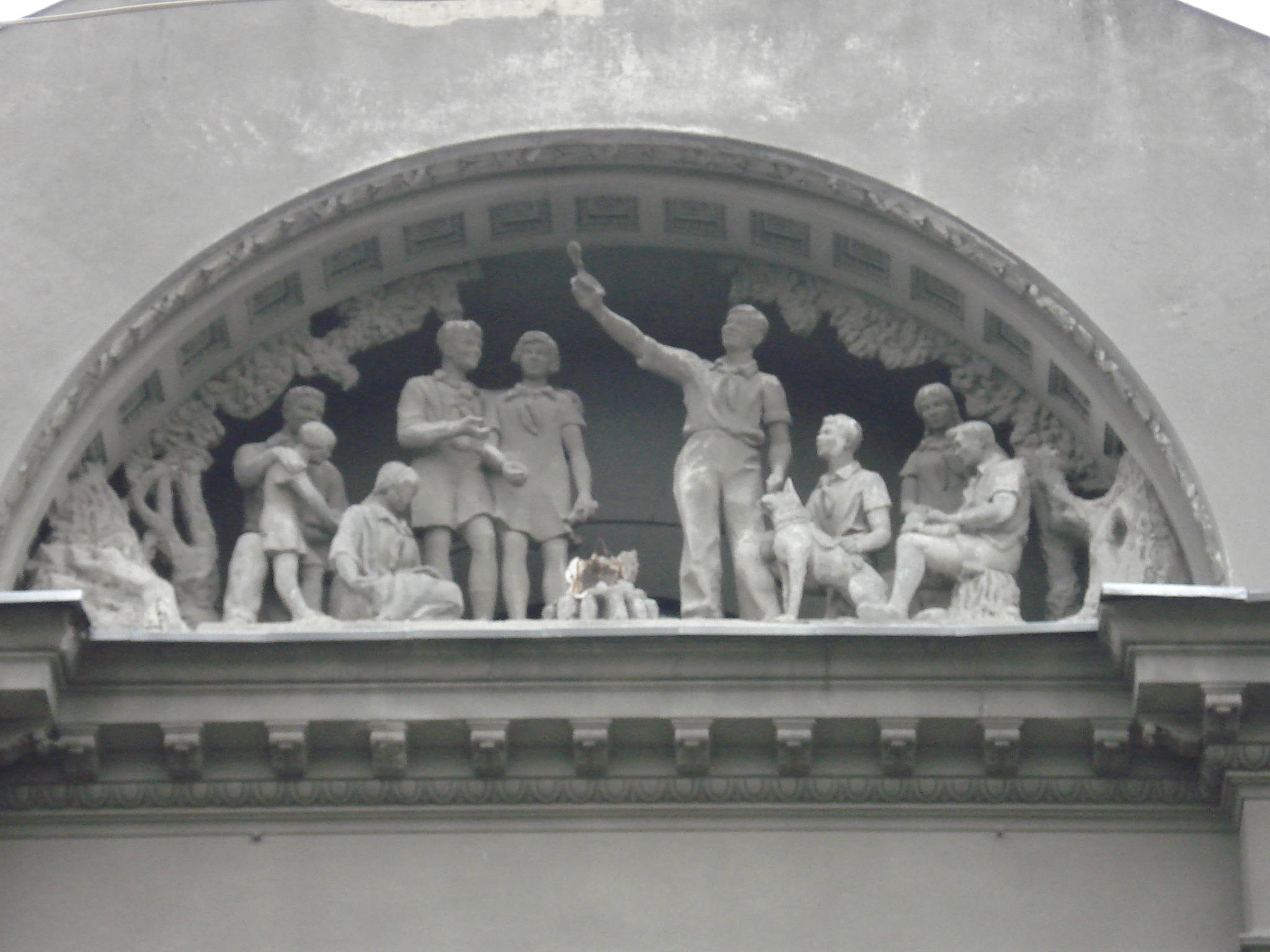
Скульптурная группа на фасаде
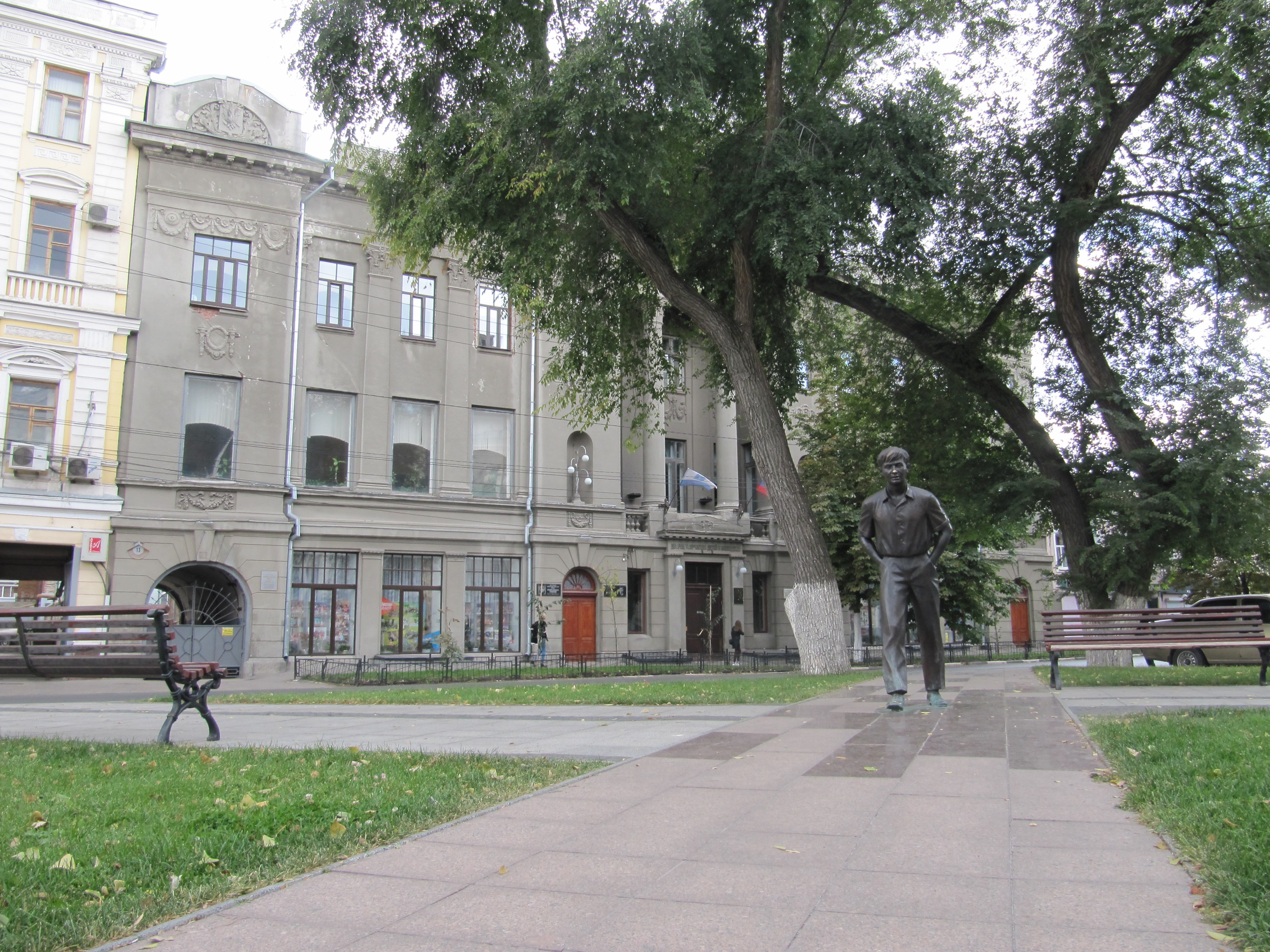
Дворец творчества детей и молодежи им. Табакова
Памятник Олегу Табакову и коту Матроскину